# Chaim Herzog

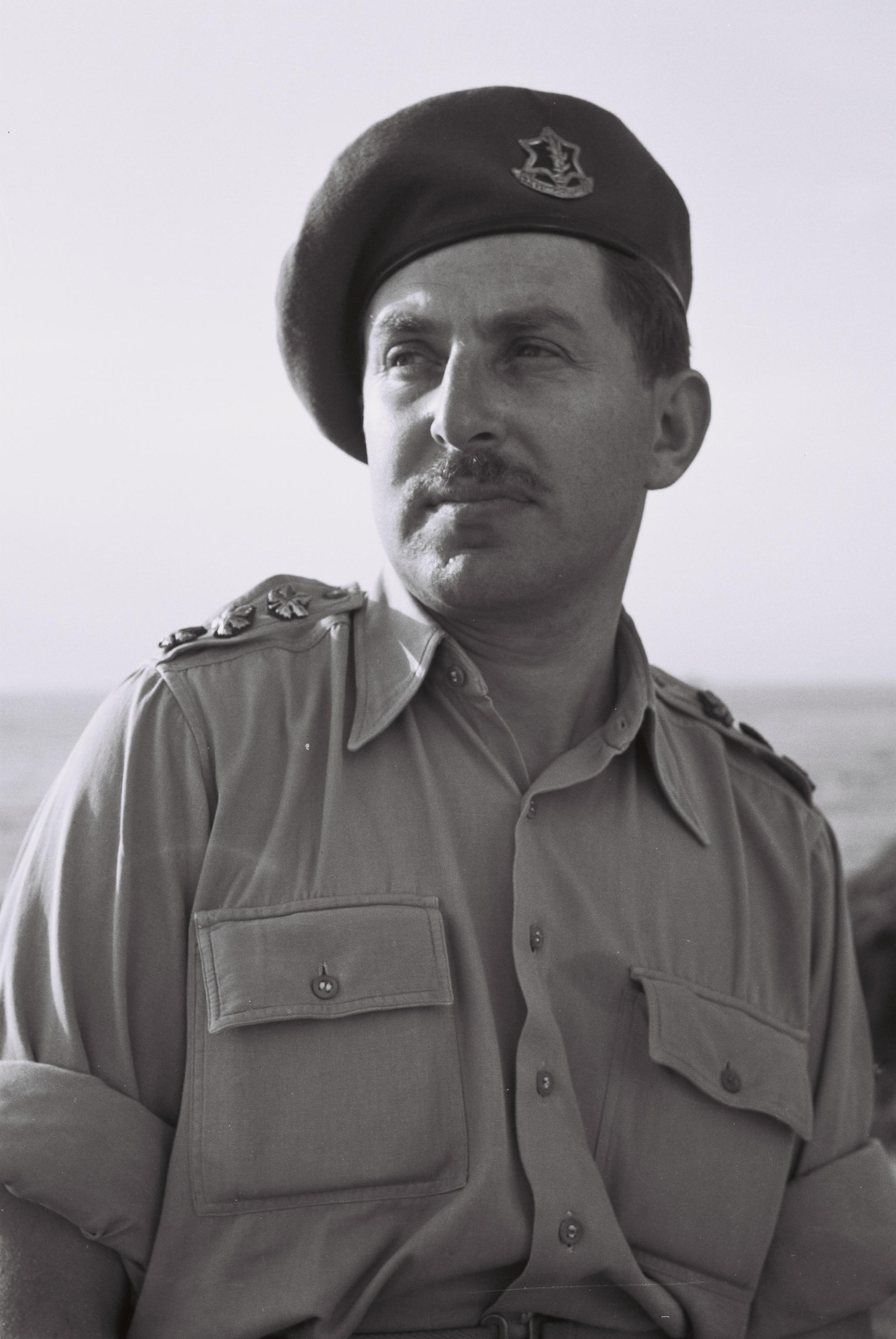
Pułkownik Chaim Herzog jako attaché wojskowy Izraela w Waszyngtonie (1950)

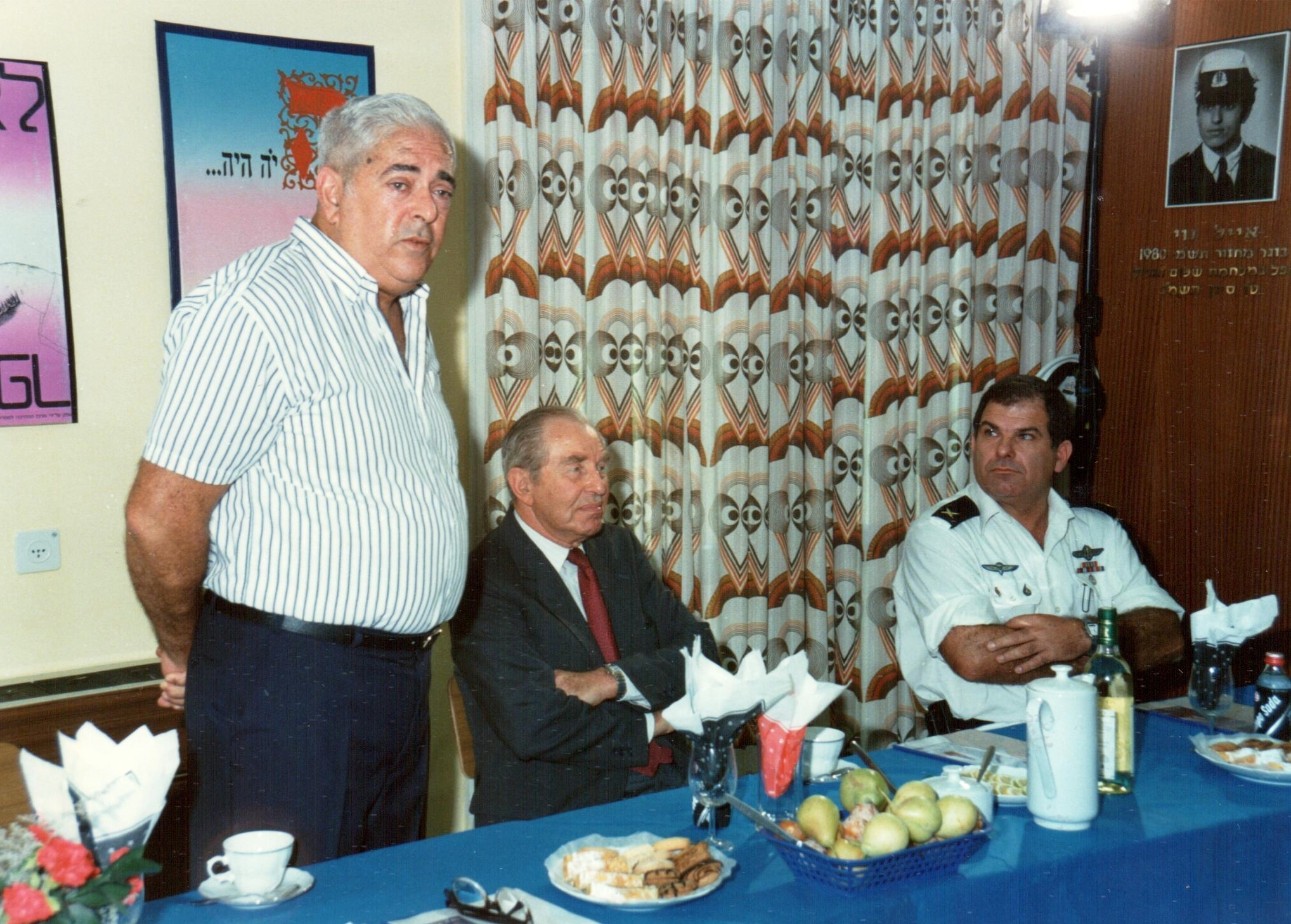
Chaim Herzog i generał Ze’ew Almog (początek lat 90.)

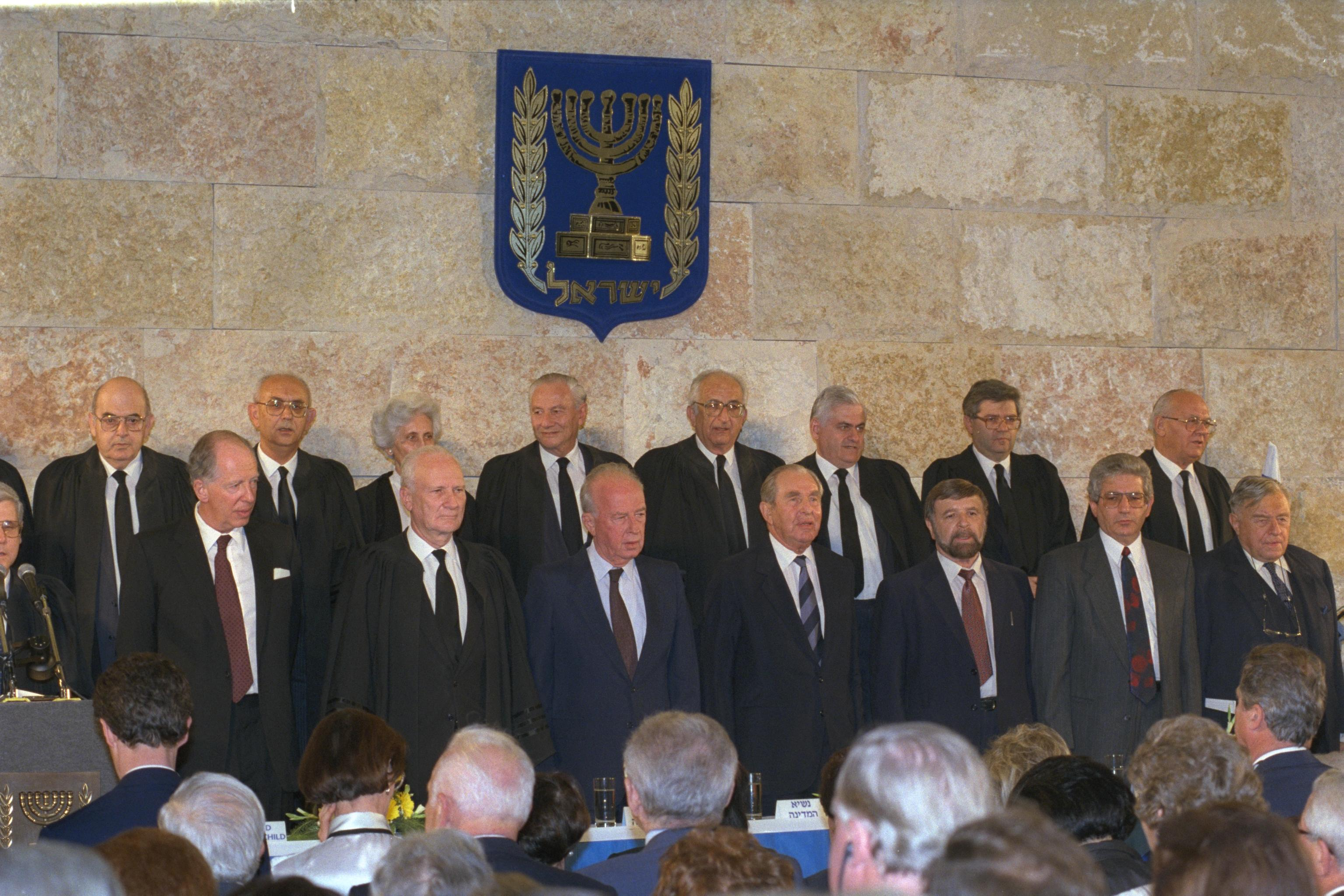
Prezydent Herzog, premier Icchak Rabin i ministrowie jego rządu podczas uroczystości inauguracji w budynku Sądu Najwyższego

Chaim Herzog, Chajiim Herzog (hebr. חיים הרצוג; ur. 17 września 1918 w Belfaście, zm. 17 kwietnia 1997 w Tel Awiwie) – izraelski polityk i wojskowy, poseł do Knesetu, w latach 1983–1993 szósty prezydent państwa Izrael.

## Życiorys

### Dzieciństwo i młodość
Urodził się 17 września 1918 w Belfaście w Irlandii Północnej. Był synem, urodzonego w Łomży, naczelnego rabina Irlandii Jicchaka Halewiego Herzoga, który został później drugim z kolei aszkenazyjskim naczelnym rabinem Izraela. Ukończył liceum w Dublinie.
W 1935 roku wyemigrował do Palestyny, gdzie uczył się w jesziwie oraz rozpoczął studia prawnicze. Podczas arabskiej rewolty w latach 1936–1939 wstąpił do żydowskiej podziemnej organizacji wojskowej Hagany.
W 1942 roku wyjechał do Wielkiej Brytanii, aby ukończyć tam studia prawnicze na uniwersytetach w Cambridge oraz Londynie. Jednakże przerwał studia i zaciągnął się do armii brytyjskiej.

### Kariera wojskowa
Podczas II wojny światowej służył jako oficer wywiadu, uczestniczył w kampanii w Normandii i w okupowanych Niemczech. Awansował do rangi podpułkownika. Brał udział w wyzwalaniu niektórych obozów koncentracyjnych. Jako oficer brytyjskiego wywiadu MI6 brał udział w przesłuchiwaniu niemieckich zbrodniarzy wojennych.
W 1945 roku powrócił do Palestyny i został szefem wywiadu Hagany. W maju 1948 roku został mianowany zastępcą szefa wywiadu wojskowego (Aman), Issera Be’eriego. Po zdjęciu Be’eriego z tego stanowiska w styczniu 1949 roku zajął jego stanowisko.
W latach 1950–1954 był attaché wojskowym Izraela w Waszyngtonie, od 1954 do 1957 roku dowódcą Brygady Jerozolimskiej. W 1959 ponownie objął stanowisko szefa izraelskiego wywiadu wojskowego, którą pełnił do 1962.
W 1962 roku awansował do rangi generała majora.

### Po odejściu z wojska

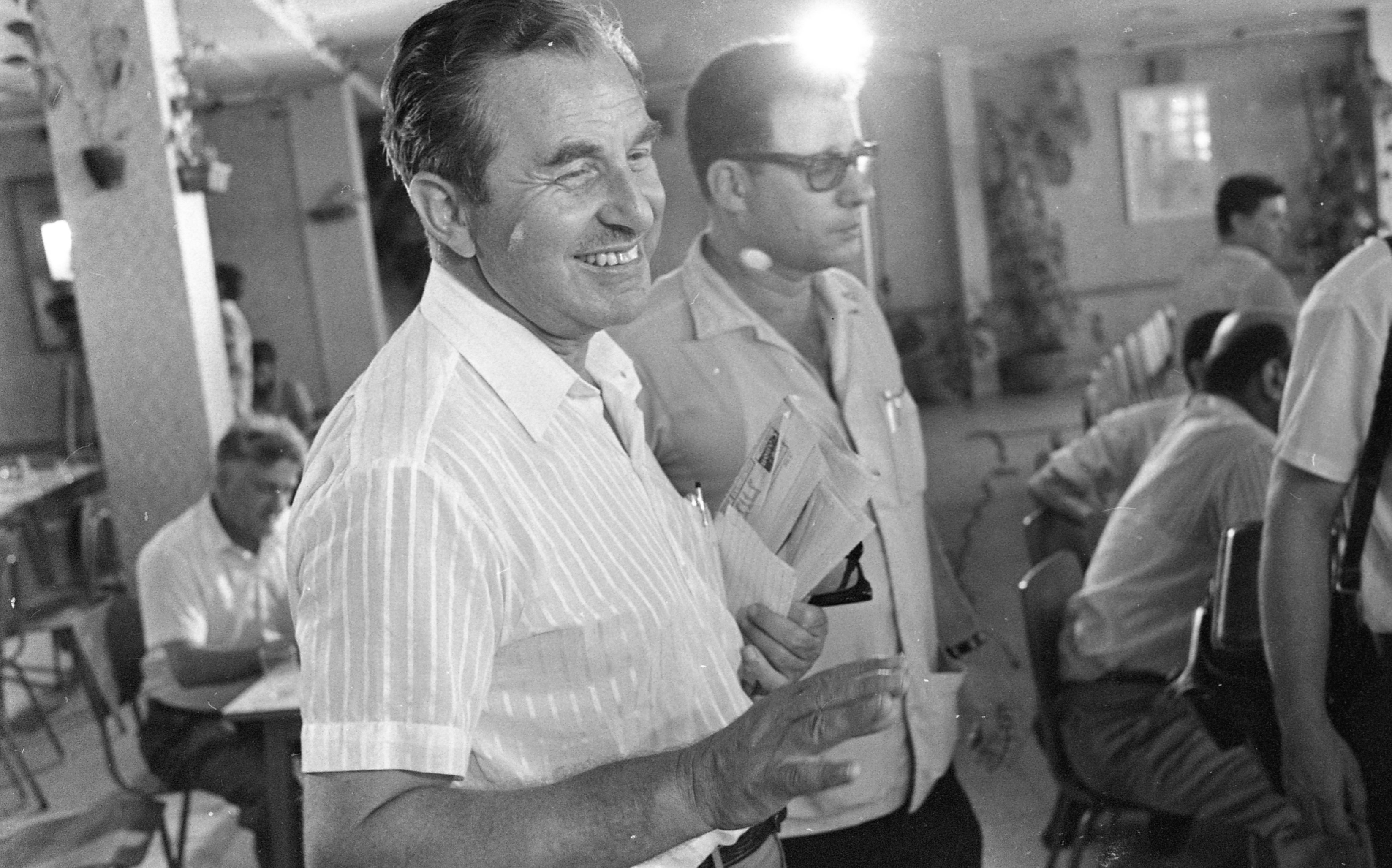

Po odejściu z czynnej służby wojskowej w 1962 roku stanął na czele konsorcjum przemysłowego. Podczas wojny sześciodniowej i wojny Jom Kipur był szefem wojskowych komentatorów Radia Izrael. Podając wiadomości z linii frontu umiał jednocześnie podnosić morale całego narodu.
W 1967 roku został mianowany pierwszym gubernatorem wojskowym Judei, Samarii i Wschodniej Jerozolimy. Od 1968 do 1983 był prezesem izraelskiego oddziału organizacji edukacyjnej ORT. Od 1972 do 1983 prowadził działalność prawniczą.
W latach 1975–1978 był ambasadorem Izraela przy Organizacji Narodów Zjednoczonych. W listopadzie 1975 roku Zgromadzenie Ogólne ONZ przyjęło rezolucję uznającą syjonizm za odmianę rasizmu. Od 1980 do 1983 był prezesem ORT.

### Kariera polityczna
W 1981 roku został wybrany do izraelskiego parlamentu Knesetu, z listy Partii Pracy. Zasiadał w dwóch komisjach: spraw zagranicznych i obrony oraz konstytucyjnej, prawa i sprawiedliwości.

#### 6. Prezydent Izraela
5 maja 1983 roku został wybrany szóstym prezydentem państwa Izrael. Zasłynął z licznych podróży, w których odwiedził ponad 30 krajów. Złożył pierwszą oficjalną wizytę w Niemczech i Chinach. Odwiedził 15 parlamentów. Prowadził wielką kampanię na rzecz poprawy wizerunku Izraela na świecie. W 1988 roku ponownie wybrano go na prezydenta.
W maju 1993 roku zakończył swoją prezydenturę. Jego następcą został wybrany Ezer Weizman.

### Ostatnie lata
Aktywnie uczestniczył w utworzeniu Centrum Studiów Bliskiego Wschodu i Dyplomacji na Uniwersytecie Ben Guriona w Beer Szewie. Centrum obecnie nosi jego imię.
Zmarł 17 kwietnia 1997 roku w Tel Awiwie.
Jego młodszy syn, Jicchak, także został wybrany na urząd prezydenta Izraela w 2021 roku, a starszy Micha’el został w tym samym roku ambasadorem w Stanach Zjednoczonych

## Upamiętnienie
Jego imieniem nazwano wiele instytucji edukacyjnych w Izraelu, między innymi instytut Jad Chaim Herzog.

## Publikacje
Chaim Herzog jest autorem kilku prac o tematyce wojskowej, wśród nich klasycznych dziś pozycji:
- The War of Atonement: The Inside Story of the Yom Kippur War (1975)
- Who Stands Accused?: Israel Answers Its Critics (1978)
- The Arab-Israeli Wars: War and Peace in the Middle East (1982)
- Heroes of Israel: Profiles of Jewish Courage (1989)
- Battles of the Bible (1978), współautor z historykiem militarnym Mordecaim Gichonem (wspomnienia)
- Living History: A Memoir (1996)